# Harri Hänninen
Harri Johannes Hänninen (* 18. Oktober 1963 in Helsinki) ist ein ehemaliger finnischer Langstreckenläufer, der in den 1990er-Jahren auf den Marathon spezialisiert war.
Der Spätstarter Hänninen startete erstmals 26-jährig bei Europameisterschaften. Bei den Titelkämpfen 1990 in Split wurde er über 5000 Meter mit persönlicher Bestzeit Achter und 19. über die 10.000 Meter. Noch im selben Jahr beendete er den Berlin-Marathon als Fünfter.
Im darauffolgenden Jahr hatte er endgültig auf den Marathon umgestellt: Mit einer Zeit von 2:15:19 Stunden wurde Hänninen bei den Olympischen Spielen in Barcelona Elfter bei einem Rückstand von nicht ganz zwei Minuten auf den Koreaner Hwang Young-cho. Beim Berlin-Marathon 1992 konnte er den vierten Platz erreichen. 1993 kam er beim Rotterdam-Marathon auf den dritten Platz. Bei den Weltmeisterschaften in Stuttgart war er ebenfalls an den Start gegangen wurde mit einer schwachen Zeit jedoch nur 30. Den Marathon bei den Heimeuropameisterschaften in Helsinki konnte er beim Sieg des Spaniers Martín Fiz als Achter beenden. Seine Zeit hier betrug 2:13:21 Stunden.
Häkkinen lief in den folgenden Jahren unter anderem bei den Weltmeisterschaften 1995 in Göteborg (30. Platz) und bei den Olympischen Spielen 1996 in Atlanta (32. Platz) konnte aber nicht mehr an der Weltspitze anschließen. Die Europameisterschaften 1998 in Budapest waren seine letzte große Veranstaltung. Er belegte hier mit 2:15:13 Stunden den 14. Platz.
Hänninen wog zu Wettkampfzeiten 61 Kilogramm bei einer Größe von 1,78 Meter.